# Fanzor
Fanzor (Fz) — TnpB-подобные эукариотические РНК-зависимые ДНК-эндонуклеазы, гомолог CRISPR-Cas систем, впервые обнаруженные у почвенного грибка Spizellomyces punctatus(eng.). Полагают, что Fanzor произошли от TnpB, эффектора прокариотической РНК-ориентированной системы, известной как OMEGA. TnpB также считается предполагаемым предком Cas12, РНК-ориентированной эндонуклеазы, используемой в системе CRISPR-Cas. Это предполагает связь между Fz, TnpB и Cas12, несмотря на их разные роли в прокариотических и эукариотических клетках.

## История изучения
Впервые Fanzor был описан в 2013 году исследователями как TnpB-IS200/IS605-подобный белок. Было обнаружено два варианта этого белка: Fz-1 и Fz-2, гены которых широко распространены в транспозонах и гигантских дцДНК-содержащих вирусах эукариот.
Таким образом, Fanzor является первой открытой РНК-направляемой ДНК-эндонуклеазной системой у эукариот.

## Эволюционное происхождение и филогения
Эффектор OMEGA (Obligate Mobile Element-guided Activity) TnpB является предполагаемым предком Cas12 и обладает РНК-зависимой эндонуклеазной активностью. TnpB также может быть предком белков Fanzor, что повышает вероятность того, что эукариоты также оснащены CRISPR-Cas или OMEGA-подобными программируемыми РНК-ориентированными эндонуклеазами. Показано, что Fz представляет собой эукариотическую систему OMEGA, демонстрируя, что РНК-ориентированные эндонуклеазы присутствуют во всех трех доменах жизни (бактериях, археях и эукариотах).
Системы OMEGA являются предками систем CRISPR-Cas, а TnpB превратилась в единую РНК-ориентированную эндонуклеазу Cas12. TnpB также имеет отдаленную гомологию с Fanzor. Предполагается, что Fz-1 и Fz-2 имеют независимое происхождение, при котором два различных TnpB были горизонтально перенесены эукариотическим хозяевам.
Филогения и распространение белков TnpB и Fanzor указывают на то, что они могут распространяться среди эукариотических видов вирусами.
Прокариотические белки TnpB кодируются бактериальными транспозиционными элементами (TE) семейства IS200/605 или IS607. Если белки Fanzor2 ближе к прокариотическому TnpB, также кодируется IS607-подобными элементами, то белки Fanzor1 кодируются различными TE и имеют более отдаленное родство с TnpB, чем белки Fanzor2.

## Устройство
Fanzor и TnpB имеют похожие консервативные C-концевые мотивы и широко-вариабельные N-концы. Ген Fz-1 встречается в большем количестве различных суперсемейств транспозонов (Helitron, Mariner, IS4-like, Sola, MuDr), чем Fz-2 (лишь некоторые IS607 типа). Fz-1 встречается только у эукариот, в то время как Fz-2 колокализован с некоторыми белками TnpB из прокариотических инсерционных элементов IS607.
Примечательно, что вирусные Fz принадлежат к обеим кладам. К примеру два разных штамма вируса, Emiliania huxleyi virus 88 и Emiliania huxleyi virus 99B1, несут соответственно элементы EHv88-1 из Fanzor1 и EHv99B1-1 из Fanzor2. С другой стороны, одни и те же белки Fz могут быть выявлены у совершенно разных клад эукариотических вирусов.
N-концы Fz-2 и TnpB имеют домен спираль-поворот-спираль (HTH), включая кодируемые инсерционными элементами IS607, IS891, ISArma1 и ISvAR158_1. Выравнивание в этой локальной области является относительно консервативным, этот HTH-домен предположительно присутствует и в других белках TnpB. Однако неясно, существует ли аналогичный HTH-домен в белках Fanzor1. Две дополнительные аминокислоты (G500 и E536) также высококонсервативны в белках Fanzor1, но это может отражать меньшую дивергенцию клады Fanzor1 по сравнению с кладой TnpB.

## Функции
Первоначально было выдвинуто предположение что Fanzor регулируют активность мобильных элементов посредством метилирования ДНК. Однако дальнейшие исследования показали, что Fz являются РНК-зависимой эндонуклеазой.

## Распространенность систем Fanzor
Fz1 широко распространен у грибов, особенно у видов неопределенного происхождения (incertae sedis); однако он также обнаружен у простейших, членистоногих, растений и эукариотических вирусов, в частности гигантских вирусов. Fz2 широко встречается у грибов и в некоторых случаях у моллюсков, хоанофлагеллят и эукариотических вирусов, большинство из которых также являются гигантскими вирусами. TnpB наблюдается в обеих ветвях Fz, при этом его присутствие наблюдалось в ветвях, содержащих гигантские вирусы, заражающие хозяев, живущих в симбиозе с бактериями (например, Acanthamoeba castellanii mamavirus), а также спорадически в ветвях, содержащих SAR (Stramenopiles, Alveolates и Rhizaria) или грибах, что повышает вероятность того, что TnpB были горизонтально перенесены от прокариот к эукариотическим хозяевам.

## Перспективы применения в генной инженерии
С точки зрения биоинженерии, эукариотическое происхождение Fz и его относительно небольшой размер по сравнению с Cas9/12 делают его привлекательной отправной точкой для дальнейшего развития. Однако, учитывая возможную функцию Fz (и эффекторов OMEGA в более широком смысле) в содействии распространению транспозонов, они могут быть развиты с низкой активностью и/или жестко регулироваться в их нативных организмах, чтобы предотвратить токсичность для хозяина. Возможность перепрограммировать Fz  для целей инженерии генома человека была показана экспериментально.